# Трунар (фільм)
Трунар — аргентинський фільм жахів 2020 року. Режисер та сценарист Мауро Іван Ойєда.

## Зміст
Похоронне бюро Бернардо розташовується поруч з будинком, в якому він живе зі своєю сім'єю. Його прийомна дочка Естела стала помічати привидів, які постійно влаштовують їй несподіванки.
Але одного разу в будинку з'являється злий демон. Естелі доведеться розкрити таємницю його походження і провести ритуал, щоб розвіяти нависле над будинком закляття.

## Знімались
- Луїс Мачін
- Селеста Герес
- Каміла Ваккаріні
- та інші